# Graham Cutts
John Henry Graham Cutts, conegut com a Graham Cutts (Brighton, 1885 - Londres, 7 de febrer de 1958), va ser un director de cinema i  productor britànic. La seva filla va ser l'actriu Patricia Cutts (1926-1974). Cutts va treballar amb moltes figures importants en el cinema del Regne Unit i el món l'escenari, incloent Basil Dean, Alfred Hitchcock, Gracie Fields, Ivor Novello, i Noël Coward.

## Filmografia
com a director
- 1922: The Wonderful Story
- 1922: Cocaine
- 1922: Flames of Passion
- 1923: Woman to Woman
- 1923: The White Shadow
- 1923: Paddy the Next Best Thing
- 1924: The Prude's Fall
- 1924: The Passionate Adventure
- 1925: The Rat
- 1925: Die Prinzessin und der Geiger
- 1926: The Sea Urchin
- 1926: The Triumph of the Rat
- 1927: Confetti (als crèdits amb el nom de Grahame Lutts)
- 1927: The Queen Was in the Parlour
- 1927: Die Spielerin
- 1928: God's Clay
- 1928: Glorious Youth
- 1928: The Rolling Road
- 1929: The Return of the Rat
- 1929: Glorious Youth
- 1932: The Temperance Fete
- 1932: Love on the Spot
- 1932: Looking on the Bright Side
- 1932: The Sign of Four: Sherlock Holmes' Greatest Case
- 1933: Three Men in a Boat
- 1933: As Good As New
- 1935: Oh, Daddy!
- 1935: Car of Dreams
- 1937: Let's Make a Night of It
- 1937: Aren't Men Beasts !
- 1938: Over She Goes
- 1940: She Couldn't Say No
- 1940: Just William

com a guionista (dels seus propis films)
- 1923: Woman to Woman
- 1925: The Rat
- 1926: The Sea Urchin
- 1926: The Triumph of the Rat
- 1927: The Queen Was in the Parlour
- 1940: Just William

com a productor
- 1933: Channel Crossing de Milton Rosmer
- 1934: Evensong de Victor Saville
- 1934: Jew Süss de Lothar Mendes
- 1942: Lady from Lisbon de Leslie S. Hiscott
- 1943: The Butler's Dilemma de Leslie S. Hiscott